# Tarik Saleh
Tarik Saleh (in arabo طارق صالح‎?; Stoccolma, 28 gennaio 1972) è un regista e sceneggiatore svedese.

## Biografia

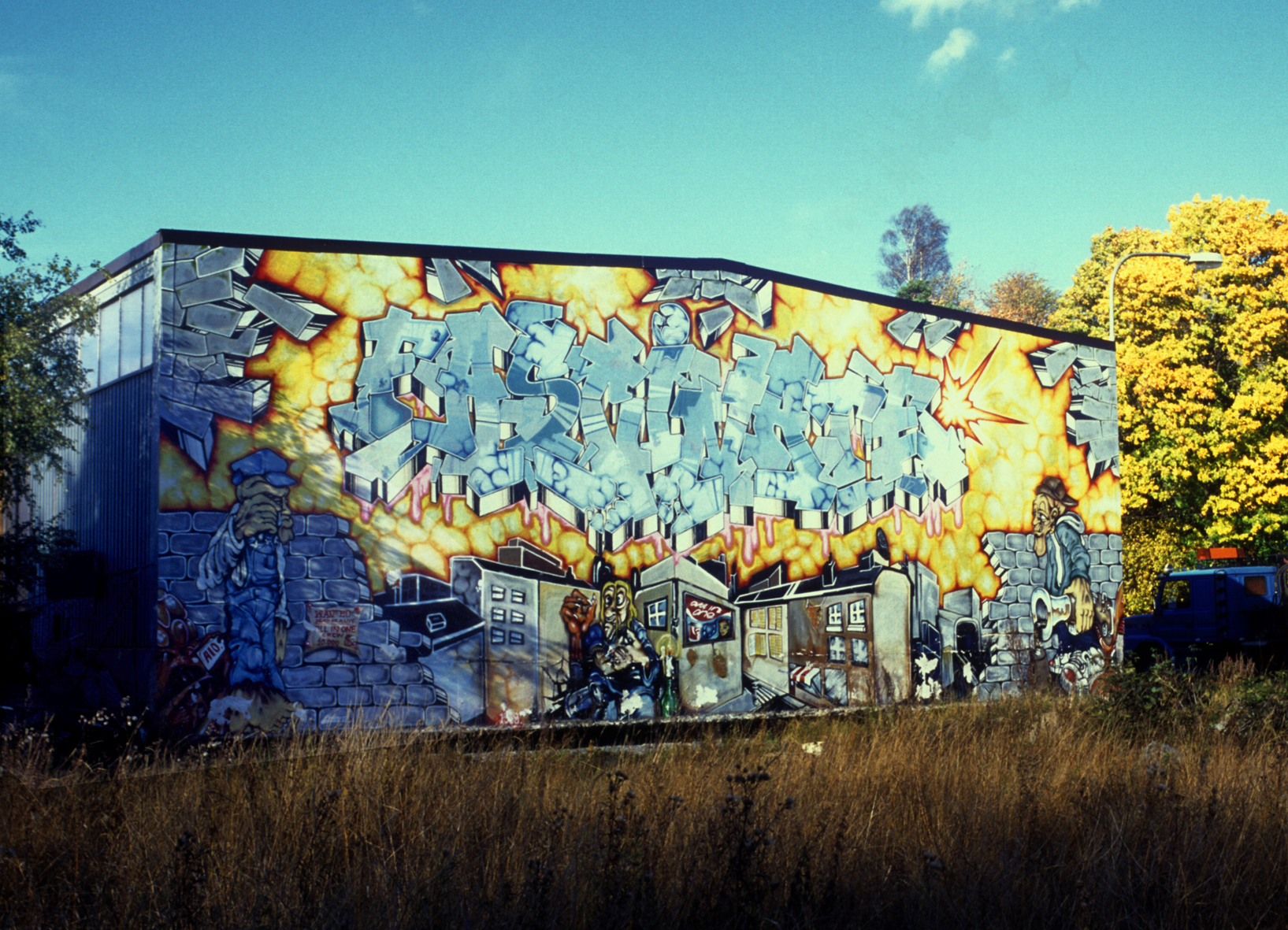
Fascinate (Stoccolma) nel 1999

Nato da padre egiziano e madre svedese, Saleh ha iniziato la sua carriera come graffitista, realizzando assieme a "Circle" nel 1989, all'età di 17 anni, il graffito Fascinate, uno dei primi esempi del genere in Svezia, all'epoca il graffito più grande di tutta l'Europa settentrionale e uno dei più longevi ancora esistenti; all'inizio degli anni novanta, ha vissuto nel Paese d'origine del padre, l'Egitto, studiando in un istituto d'arte. Tornato in patria, ha cominciato a lavorare per la Sveriges Television, scrivendo per vari programmi prima di divenire noto ad un pubblico più vasto come conduttore della rivista sociale Elbyl (1996–98). 
È poi passato dietro la macchina da presa realizzando con Erik Gandini documentari a tema politico come Gitmo - Le nuove regole della guerra (2005). Nel 2009 ha esordito nel cinema di finzione col pluripremiato film d'animazione Metropia, doppiato, tra gli altri, da Vincent Gallo, Juliette Lewis, Stellan Skarsgård, Alexander Skarsgård ed Udo Kier. Nel 2017 ottiene il suo più grande successo commerciale al cinema col giallo basato su una storia vera Omicidio al Cairo, vincitore in patria del premio Guldbagge per il miglior film, bissato cinque anni dopo col thriller La cospirazione del Cairo, in concorso al Festival di Cannes.

## Filmografia

### Regista

#### Cinema
- Gitmo - Le nuove regole della guerra (Gitmo: Krigets nya spelregler), co-diretto con Erik Gandini – documentario (2005)
- Metropia (2009)
- Tommy (2014)
- Omicidio al Cairo (The Nile Hilton Incident) (2017)
- The Contractor (2022)
- La cospirazione del Cairo (Boy from Heaven) (2022)
- Eagles of the Republic (2025)

#### Televisione
- Sacrificio – Vem förrådde Che Guevara?, co-diretto con Erik Gandini – film TV documentario (2001)
- Westworld - Dove tutto è concesso (Westworld) – serie TV, episodio 2x06 (2018)
- Ray Donovan – serie TV, episodio 6x08 (2018)

#### Video musicali
- I Follow Rivers – Lykke Li (2011)
- Sadness is a Blessing – Lykke Li (2011)
- Love Me Like I'm Not Made Of Stone – Lykke Li (2014)
- No Rest For The Wicked – Lykke Li (2014)

### Sceneggiatore
- Metropia (2009)
- Omicidio al Cairo (The Nile Hilton Incident) (2017)
- La cospirazione del Cairo (Boy from Heaven) (2022)
- Eagles of the Republic (2025)

## Premi e riconoscimenti
- Festival di Cannes
  - 2022 – Prix du scénario per La cospirazione del Cairo
  - 2022 – In concorso per la Palma d'oro per La cospirazione del Cairo
  - 2025 – In concorso per la Palma d'oro per Eagles of the Republic
- Premio César
  - 2018 – Candidatura al miglior film straniero per Omicidio al Cairo
  - 2023 – Candidatura al miglior film straniero per La cospirazione del Cairo
- Premio Guldbagge
  - 2018 – Candidatura al miglior regista per Omicidio al Cairo
  - 2023 – Miglior sceneggiatura per La cospirazione del Cairo
  - 2023 – Candidatura al miglior regista per La cospirazione del Cairo
- Sundance Film Festival
  - 2017 – Premio della giuria: World Cinema Dramatic per Omicidio al Cairo